# لورانس بولغر
لورانس بولغر (بالإنجليزية: Lawrence Bulger)‏ هو لاعب اتحاد الرغبي أيرلندي، ولد في 5 يوليو 1870 في مقاطعة كلير في جمهورية أيرلندا، وتوفي في 17 مارس 1928 في تويكنهام في المملكة المتحدة.

## وصلات خارجية
- لورانس بولغر عل موقع إسبنسكروم (الإنجليزية)